# Женатый холостяк
«Женатый холостяк» — советская кинокомедия режиссёра Владимира Рогового, снятая Первым творческим объединением и вышедшая на киностудии имени М. Горького (Ялтинский филиал) в 1982 году.

## Сюжет
Тамара, возвращаясь в родной город, в поезде знакомится с Сергеем. В процессе случайного знакомства Тамара рассказывает историю своих сложных взаимоотношений с бывшим мужем (они то сходятся, то вновь расходятся), как от этого страдает её семья (родители до сих пор не видели супруга, а ребёнку уже годика 3-4). Сергей втайне от Тамары решается на подлог: в её отсутствие появляется в квартире родителей, где представляется мужем Тамары и отцом её ребёнка. Семья его радостно принимает, и только Тамара противится подобному развитию событий.

## В ролях
| Актёр                 | Роль                                                                               |
| --------------------- | ---------------------------------------------------------------------------------- |
| Лариса Удовиченко     | Тамара (Тома), студентка                                                           |
| Юрий Григорьев        | Петров (Серёжа), водитель автобуса                                                 |
| Саша Пшеничнов        | Костик (Котэ), сын Тамары и Горелова, внук Гурама Отаровича и Марьи Семёновны      |
| Баадур Цуладзе        | Гурам Отарович, отец Тамары, начальник транспортного управления                    |
| Вера Васильева        | Марья Семёновна, мать Тамары, кандидат медицинских наук                            |
| Ирина Мурзаева        | Чижикова, мать троих сыновей, пенсионерка                                          |
| Михаил Пуговкин       | Булавин, директор автобазы                                                         |
| Надежда Румянцева     | Валентина Зайцева, секретарь Булавина, председатель месткома                       |
| Роман Филиппов        | Степан Кузьмич, жених Зайцевой, бывший вдовец, отец троих детей, водитель автобуса |
| Вадим Андреев         | Антипов, коллега Сергея, водитель автобуса                                         |
| Светлана Орлова       | Светлана, подруга Тамары                                                           |
| Игорь Янковский       | Горелов, бывший муж Тамары (озвучивает Александр Абдулов)                          |
| Борис Гитин           | Борис, сосед Тамары, спортсмен                                                     |
| Вадим Захарченко      | пассажир автобуса с яйцами/раками/рыбой                                            |
| Наталья Казначеева    | жена Бориса, соседка Тамары                                                        |
| Муза Крепкогорская    | пассажирка автобуса с котом                                                        |
| Валентина Владимирова | мама Сергея Петрова                                                                |
| Раиса Рязанова        | Елена Егоровна, секретарь Гурама Отаровича                                         |
| Наталья Крачковская   | пассажирка автобуса с книгой                                                       |
| Владимир Шихов        | Колотуха, лейтенант милиции                                                        |
| Евгений Бакалов       | коллега Сергея с женой на дискотеке, водитель автобуса                             |
| Сергей Николаев       | коллега Сергея, водитель автобуса                                                  |
| Виктор Павловский     | Антон Филиппыч, коллега Сергея, водитель автобуса                                  |
| Юрий Саранцев         | директор вагона-ресторана                                                          |
| Татьяна Чернопятова   | официантка в вагоне-ресторане (в титрах Т. Микрикова)                              |
| Вера Петрова          | официантка в вагоне-ресторане                                                      |
| Леонид Коронов        | парень в автобусе                                                                  |
| Евгений Головин       | камео (певец на дискотеке)                                                         |
| Станислав Попов       | камео (танцор на дискотеке)                                                        |
| Людмила Попова        | камео (танцовщица на дискотеке)                                                    |
| Лариса Гребенщикова   | покупательница билетов на дискотеку                                                |

## Съёмочная группа
- Автор сценария: Анатолий Шайкевич
- Режиссёр: Владимир Роговой
- Оператор: Александр Масс
- Художник-постановщик: Феликс Ростоцкий
- Художник по костюмам: Наталья Ростоцкая
- Композитор: Александр Журбин
- Текст песен: Михаил Львовский
- Звукооператор: Б. Голев
- Песни исполняют: Юрий Григорьев, Татьяна Дасковская

## Съёмочный процесс
- Натурные съёмки проводились в Севастополе и в Симферополе.